# Glypta pilula
Glypta pilula är en stekelart som beskrevs av Dasch 1988. Glypta pilula ingår i släktet Glypta och familjen brokparasitsteklar. Inga underarter finns listade i Catalogue of Life.